# كريستين ماير (لاعبة هوكي الجليد)
كريستين ماير هي لاعبة هوكي الجليد سويسرية، ولدت في 24 مايو 1986 في بولاخ في سويسرا.

## وصلات خارجية
- كريستين ماير على موقع EliteProspects.com (الإنجليزية)
- كريستين ماير على موقع Eurohockey.com (الإنجليزية)
- كريستين ماير على موقع أوليمبيديا (الإنجليزية)